# Stazione di Piedipaterno-Vallo di Nera
La stazione di Piedipaterno-Vallo di Nera è stata una stazione ferroviaria posta lungo la ex linea ferroviaria a scartamento ridotto Spoleto-Norcia, nei presi della frazione Piedipaterno, a servizio del territorio comunale di Vallo di Nera.

## Storia
La stazione fu inaugurata insieme alla linea il 1º novembre 1926 e rimase attiva fino al 31 luglio 1968.

## Strutture e impianti
La stazione era dotata di un fabbricato viaggiatori, una sottostazione elettrica e due binari. Sopravvivono il fabbricato viaggiatori e l'edificio della sottostazione elettrica. Il sedime dei binari è stato smantellato e riattato a pista ciclabile.